# Siniša
Siniša (in cirillico: Синиша; /siniʃa/) è un nome proprio di persona serbo, croato e sloveno maschile

## Varianti in altre lingue
- Rumeno: Sinișa[3]

## Origine e diffusione
Il nome deriva dal termine slavo sin, che significa "figlio".

## Onomastico
Si tratta di un nome adespota, cioè privo di santo patrono. L'onomastico quindi si festeggia il giorno di Ognissanti, che è il 1º novembre.

## Persone

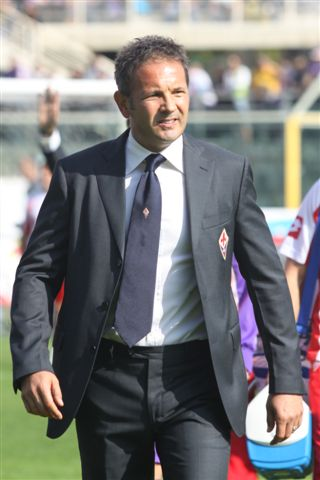
Siniša Mihajlović

- Siniša Alebić, giocatore di calcio a 5 croato
- Siniša Anđelković, calciatore sloveno
- Siniša Dobrasinović, calciatore montenegrino naturalizzato cipriota
- Siniša Glavašević, giornalista croato
- Siniša Gogić, calciatore e allenatore di calcio jugoslavo naturalizzato cipriota
- Siniša Janković, calciatore serbo
- Siniša Kelečević, cestista croato
- Siniša Kovačević, cestista bosniaco
- Siniša Linić, calciatore croato
- Siniša Mihajlović, calciatore e allenatore di calcio serbo
- Siniša Mladenović, calciatore serbo
- Siniša Školneković, pallanuotista croato
- Siniša Ubiparipović, calciatore bosniaco
- Siniša Zlatković, calciatore jugoslavo